# Heberth Gutiérrez
Heberth Gutiérrez García (parfois orthographié Héberth Gutiérrez) est un coureur cycliste colombien né le 13 février 1973 à Roldanillo (département de Valle del Cauca).

## Biographie
Au terme du 53e Clásico RCN, Gutiérrez met un terme à sa carrière de cycliste professionnel, pour embrasser celle de directeur technique au sein de sa ligue départementale vallecaucana.
Son fils Heberth, né en 1999, est également coureur cycliste.

## Palmarès
- 2001
  - 3e étape du Clásico RCN
- 2003
  -  Champion de Colombie du contre-la-montre
  - Vuelta al Tolima
    - 3e étape
    - Classement général

  - Tour de Rio
    - 1re et 2e étapes
    - Classement général

  - Grand Prix Mundo Ciclistico
    - 2e étape
    - Classement général

  - 12e étape du Tour de Colombie
  - 3e des championnats de Colombie de cyclisme sur route
- 2004
  - Tour de Colombie
    - 12e étape
    - 3e du classement général

  - Clásica Ciudad de Girardot
    - 3e étape
    - 3e du classement général

  - Vuelta a Uraba
    - 4e étape
    - Classement général

  - 5e étape du Vuelta a Boyacá
- 2005
  - 1re étape du Vuelta al Tolima
  - 2e des championnats de Colombie de cyclisme sur route
- 2006
  - 10e étape du Tour de Colombie (contre-la-montre par équipes)
  - 3e de la Clásica de Fusagasugá
- 2010
  - 2e du Clásico San Antonio de Padua Guayama
- 2011
  - 3e du Clásico San Antonio de Padua Guayama

## Résultats sur les grands tours

### Tour d'Espagne
- 2004 : 111e

## Classements mondiaux
| Année            | 2005 | 2006 | 2007 | 2008 | 2009 | 2010 |
| ---------------- | ---- | ---- | ---- | ---- | ---- | ---- |
| UCI America Tour | 28e  | 105e | 253e |      |      | 91e  |